# Maria Poulsen
Maria Poulsen (Hvidovre, 29 de octubre de 1984) es una deportista danesa que compitió en curling.
Ganó dos medallas de bronce en el Campeonato Europeo de Curling, en los años 2005 y 2007.
Participó en dos Juegos Olímpicos de Invierno, ocupando el octavo lugar en Turín 2006 y el sexto en Sochi 2014, en la prueba femenina.

## Palmarés internacional
| Campeonato Europeo | Campeonato Europeo                | Campeonato Europeo | Campeonato Europeo |
| Año                | Lugar                             | Medalla            | Prueba             |
| ------------------ | --------------------------------- | ------------------ | ------------------ |
| 2005               | Garmisch-Partenkirchen (Alemania) | Medalla de bronce  | Equipo             |
| 2007               | Füssen (Alemania)                 | Medalla de bronce  | Equipo             |